# Alicia Scherson
Alicia Scherson és una guionista i directora xilena. Ha viscut, estudiat i treballat a Xile, Cuba, Espanya i els Estats Units. Els seus dos primers llargmetratges, Play (2005) i Turistas (2009), es van estrenar a nivell internacional i van obtenir diversos premis. El Futuro, la seva tercera pel·lícula, és una adaptació d'Una novelita lumpen de Roberto Bolaño. Es va estrenar el 2013 al Festival de Sundance i s'està exhibint en festivals d'arreu del món. Recentment ha rebut el premi dels crítics holandesos (Big Screen -KNF) del Festival de Rotterdam.
Alicia Scherson viu a Xile, on també produeix pel·lícules d'amics seus (Verano, de José Luis Torres Leiva, Venècia, 2011) i on exerceix de professora de taller a la carrera de cinema de la Universitat de Xile.